# Ancien lycée Lamartine (Mâcon)
Pour les articles homonymes, voir Lycée Lamartine (homonymie).
L'ancien Lycée Lamartine est un ancien établissement scolaire situé sur le territoire de la commune de Mâcon dans le département français de Saône-et-Loire et la région Bourgogne-Franche-Comté.

## Historique
Au XVIIe siècle, les Jésuites installent le premier collège en 1627 à l'hôpital Saint-Jacques mais devient vite trop petit. C'est alors qu'avec l'autorisation des échevins, ils font construire un nouveau collège en 1670 en ces lieux qui continuera à accueillir des élèves jusqu'en 1959, année à laquelle le lycée Lamartine déménage près de la caserne Duhesme. 
Il fait l'objet d'une inscription au titre des monuments historiques depuis le 22 juillet 1937.